# Tre Kronor (skib)
 For alternative betydninger, se Tre Kronor. (Se også artikler, som begynder med Tre Kronor)
Tre Kronor var et svensk flådeskib, der deltog i Slaget i Køge Bugt i 1710 på svensk side. Skibet havde tre dæk og var bevæbnet med kanoner. Skibet blev bygget af skibskonstruktør Charles Sheldon som et 86-kanoners linjeskib med tre kanondæk. Ifølge de danske oplysninger var skibet dog bevæbnet med 96 kanoner under Slaget i Køge Bugt. Skibet blev overtaget af den danske flåde efter at være grundstødt på Dragør Rev.
Skibet passede ikke ind i den danske flåde, hvorfor det blev besluttet at sætte skibet i brand sammen med todækkeren "Prinsessan Ulrika Eleonora".
Det er en fejlagtig antagelse, at vraget af dette svenske skib i 1713 som det første ud af 10 skibe lagde fundament til Trekroner Fort, for det var i stedet det danske linjeskib "Tre Kroner".

## Eksterne links
- http://threedecks.org/index.php?display_type=show_ship&id=10856
- Om skibets udrustning Arkiveret 17. maj 2008 hos  Wayback Machine

| Militær | Spire Denne artikel om militær er en spire som bør udbygges. Du er velkommen til at hjælpe Wikipedia ved at udvide den. |